# Horelophopsis avita
Horelophopsis avita är en skalbaggsart som beskrevs av Hans Jacob Hansen 1997. Horelophopsis avita ingår i släktet Horelophopsis och familjen palpbaggar. Inga underarter finns listade i Catalogue of Life.